# Tydemania
Tydemania es un género monotípico de algas, perteneciente a la familia Udoteaceae.

## Especie deTydemania
- Tydemania expeditionis